# Sugar (giao diện)
Sugar là một giao diện người dùng đồ họa được phát triển với mục đích dành cho dự án máy tính/giáo dục Mỗi trẻ em một laptop do Sugar Labs phát triển. Sugar được dùng trong máy tính xách tay OLPC XO-1 và cũng có mặt như một tùy chọn phiên làm việc trên Ubuntu và Fedora. Không giống như các môi trường desktop truyền thống khác, nó không sử dụng phép ẩn dụ "desktop" mà chỉ tập trung vào một tác vụ vào một thời điểm.
Những người đóng góp chính vào dự án gồm có Christopher Blizzard và Marco Pesenti Gritti, Eben Eliason, Tomeu Vizoso, Simon Schampijer, Dan Williams, Walter Bender, Christian Schmidt, Lisa Strausfeld, và Takaaki Okada. Cộng đồng phần mềm tự do cũng đóng góp rất nhiều vào Sugar. Sugar là một phần mềm tự do và được phát hành theo giấy phép GNU GPL.
Sugar được viết bằng ngôn ngữ lập trình Python đã qua thông dịch, trong khi đa số các môi trường khác được viết bằng một ngôn ngữ biên dịch như C. Sugar còn được nhắc đến với tên Môi trường Python OLPC. Nó bao gồm ngôn ngữ Python, giao diện người dùng đồ họa GTK và bộ máy Gecko HTML.

## Nguyên lý thiết kế

### Hiệu suất
OLPC XO-1 có ổ đĩa flash NAND 1 GB và bộ nhớ 256 MB. Do đó không có không gian trao đổi (swap) và không gian lưu trữ trên laptop, chỉ có một số giới hạn các tác vụ có thể chạy đồng thời.

### Đơn giản
Những giới hạn về phần cứng của máy tính dẫn đến thiết kế chương trình cần nhỏ gọn hơn, trở về như thời ban sơ của máy vi tính. Mục tiêu đã đề ra của dự án là "tránh giao diện cồng kềnh" (nguyên văn: "avoid bloated interfaces"), và "hạn chế điều khiển những thứ nằm trong tầm tay" (nguyên văn: "limit the controls to those immediately relevant to the task at hand").

## Việc sử dụng hiện nay
Sugar vẫn trong quá trình phát triển. Vào tháng 5 năm 2006, những người sáng tạo ra nó đã mô tả Sugar chỉ như một "công cụ diễn đạt", vì vậy các kế hoạch khi đó chỉ bao gồm các tính năng đa phương tiện và mạng xã hội. Đến đầu năm 2007, Sugar đã có thể cài đặt (với một chút khó khăn) trên một số hệ điều hành khác nhau, trong đó có vài bản phát hành Linux, Microsoft Windows và Mac OS X. Có nhiều hướng dẫn cài đặt tài trang wiki của dự án.. Đến giữa năm 2008, Sugar có mặt trong các bản phân phối Linux như Debian, Ubuntu, và Fedora, ví dụ, trong Ubuntu 8.04 (Hardy Heron), có thể cài Sugar từ kho phần mềm universe chính thức của Ubuntu. Fedora Live CD kèm theo Môi trường Desktop Sugar có thể tải về từ http://sdz.fedorapeople.org/olpc/.

## Một số hình chụp màn hình

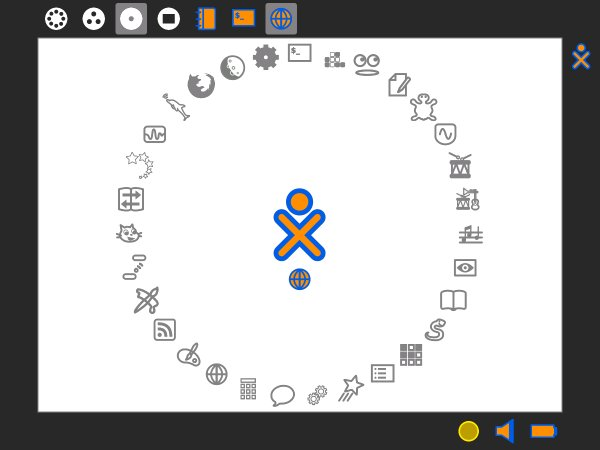
Trang đầu của Sugar.
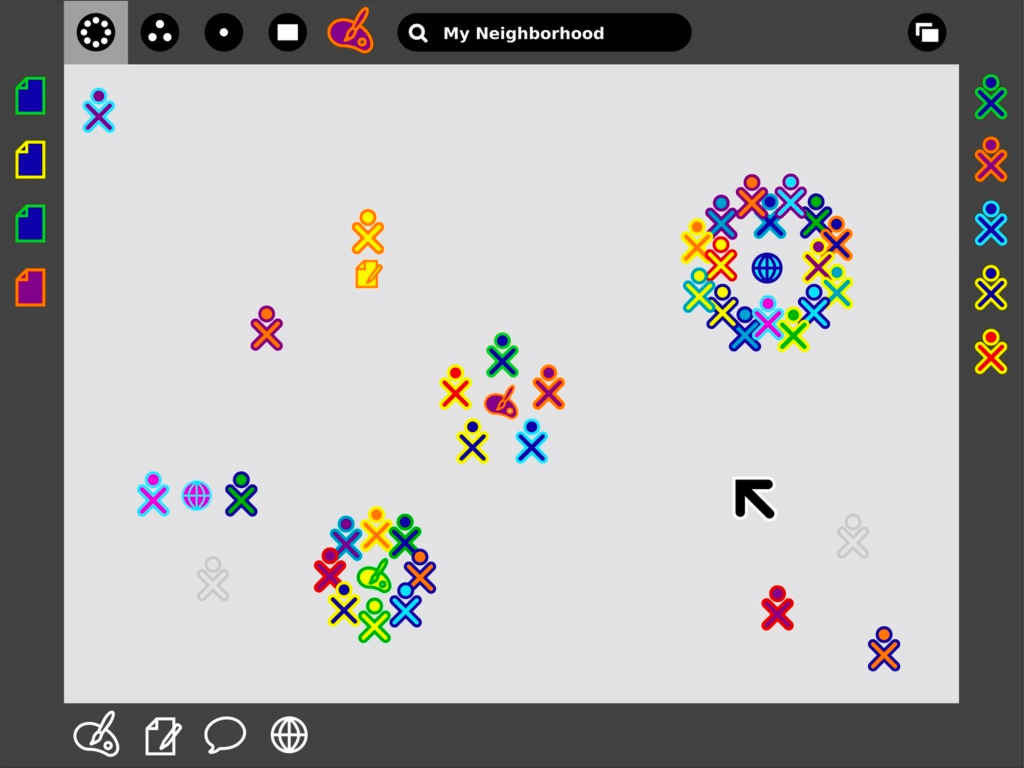
Neighborhood
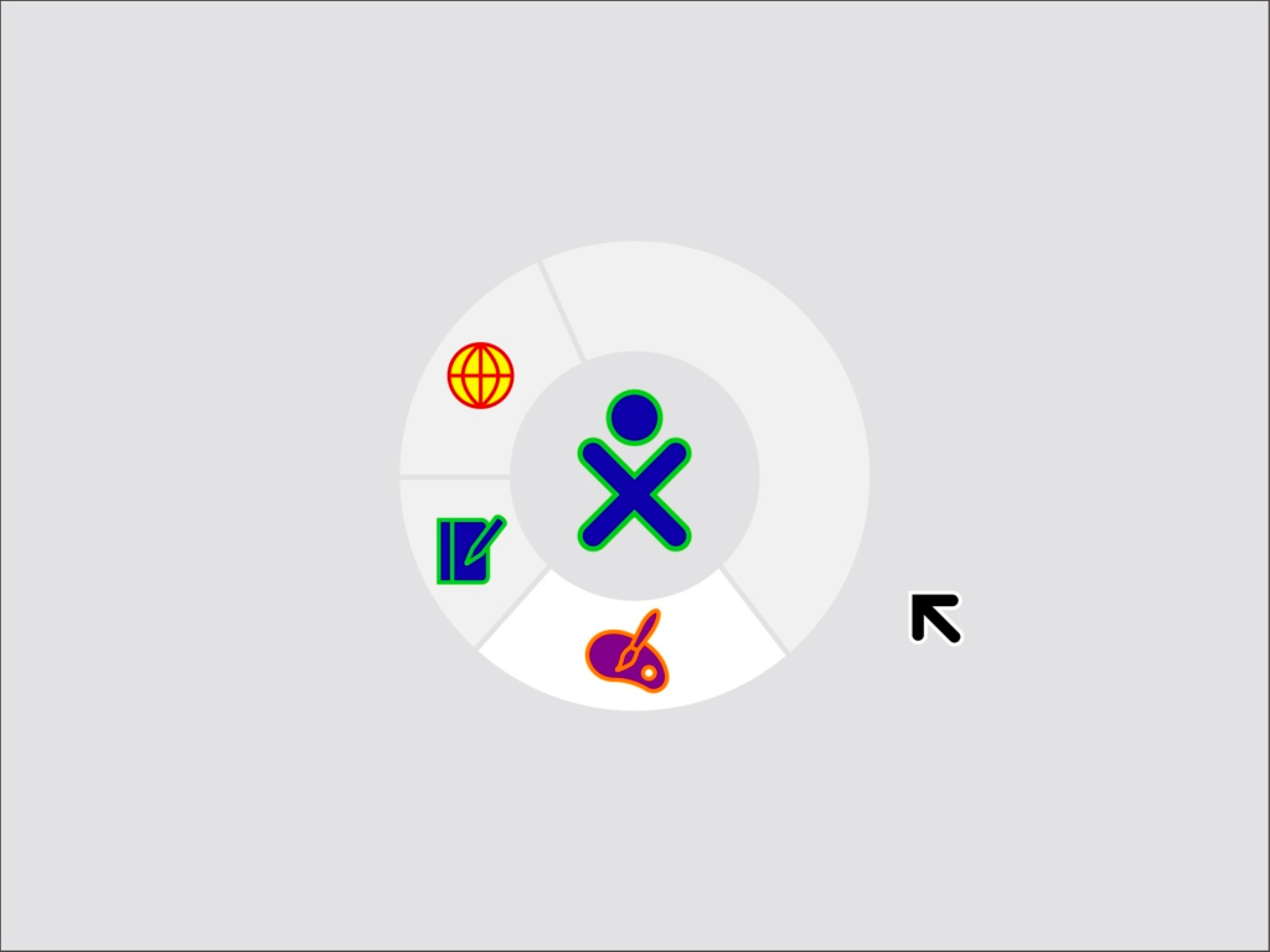
Một trang đầu khác của Sugar.
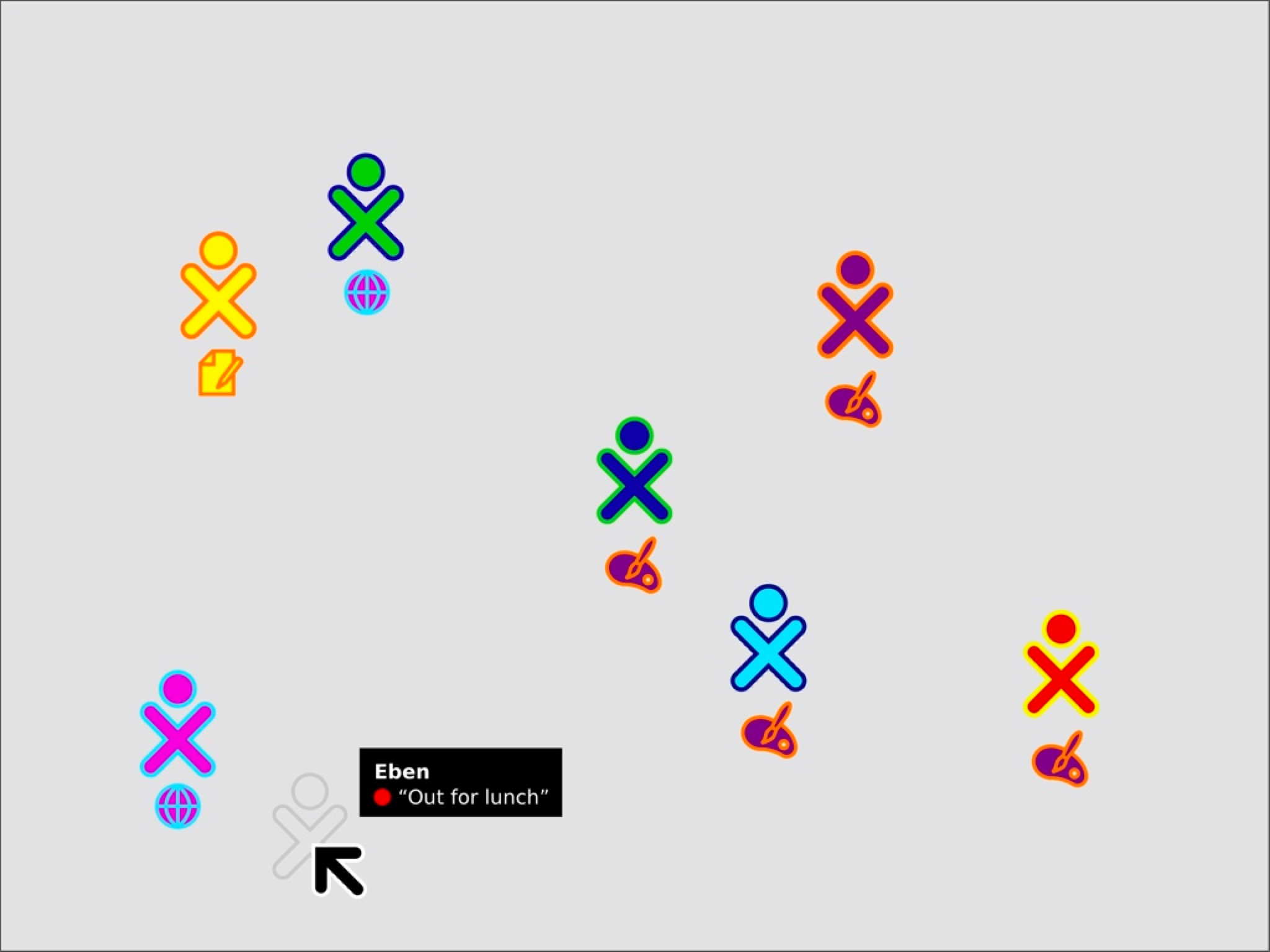
Trang mạng bạn bè Mesh.
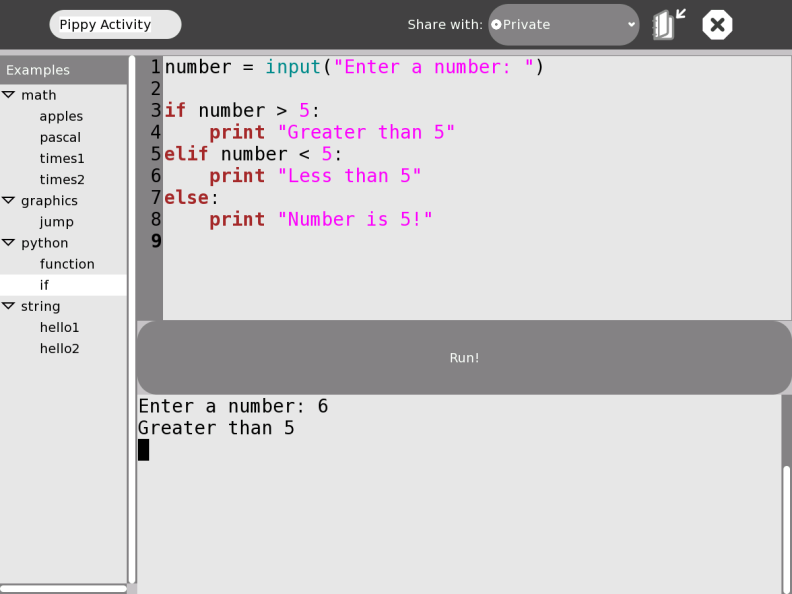
Cảnh tác vụ Sugar Pippy.
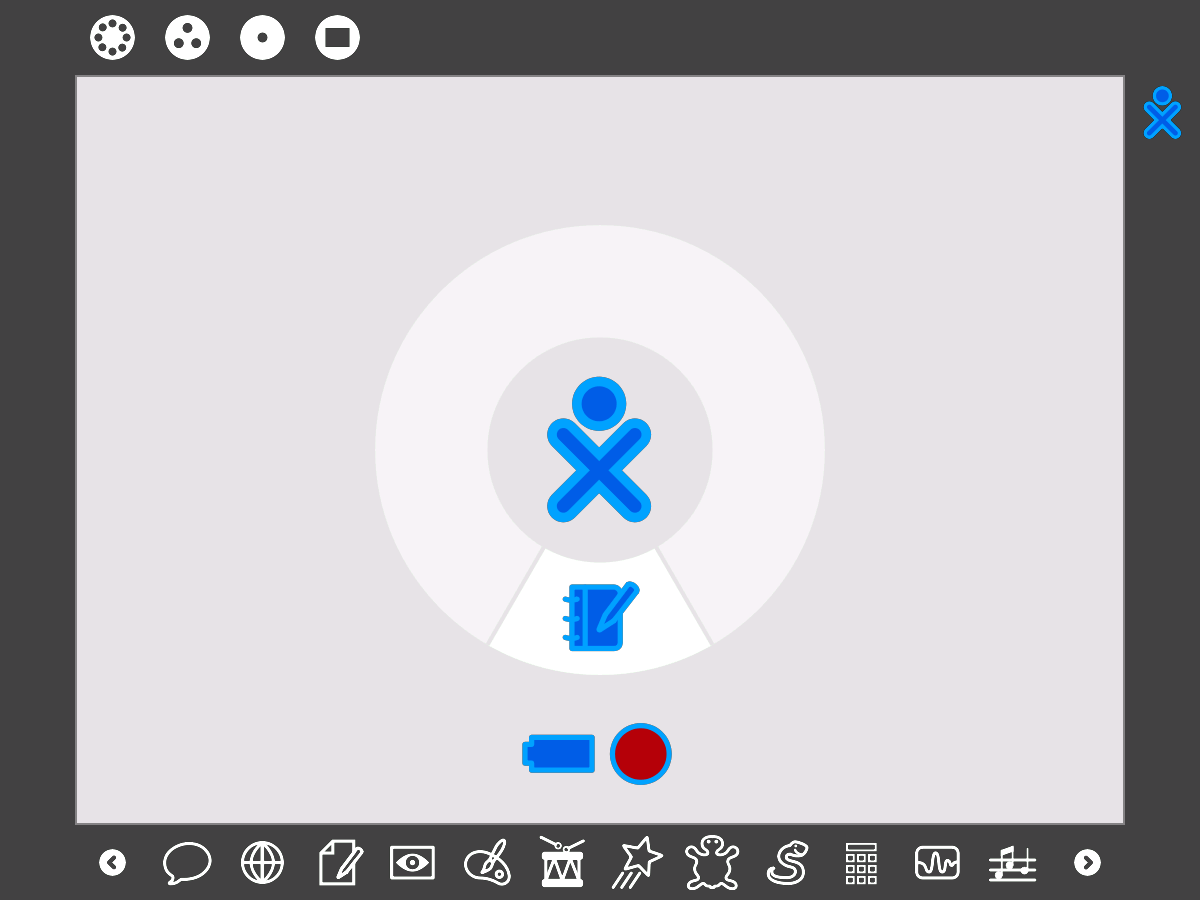
Bản Joyride Build 1388